# Alfa Hydri
Alfa Hydri je druhá nejjasnější hvězda v souhvězdí Malého vodního hada. Jelikož má zdánlivou hvězdnou velikost 2,9,  je snadno viditelná pouhým okem. Nachází se blízko Achernaru, nejjasnější hvězdy souhvězdí Eridanu.
Měřením paralaxy družicí Hipparcos byla zjištěna vzdálenost od Země 71,8 světelných let. Tento podobr má 180 % poloměru Slunce a dvojnásobek jeho hmotnosti.